# (48471) Orchiston
Pour les articles homonymes, voir Orchiston.
(48471) Orchiston est un astéroïde de la ceinture principale.

## Description
(48471) Orchiston est un astéroïde de la ceinture principale. Il fut découvert le 7 octobre 1991 à Tautenburg par Lutz Dieter Schmadel et Freimut Börngen. Il présente une orbite caractérisée par un demi-grand axe de 2,42 UA, une excentricité de 0,18 et une inclinaison de 8,2° par rapport à l'écliptique.

## Compléments